# Reinhold Johann Ludwig Samson von Himmelstjerna
Reinhold Johann Ludwig Samson von Himmelstjerna (ou Himmelstiern ; 1778-1858) est un aristocrate allemand de la Baltique, sujet de l'Empire russe, qui œuvra pour l'abolition du servage dans les provinces baltes.

## Biographie
Il fait ses études de droit à l'université de Leipzig (1796-1798) et revient ensuite dans son domaine du gouvernement de Livonie (partie de l'Estonie actuelle). Il devient président du consistoire luthérien de Livonie et de son tribunal ecclésiastique. Il prend une part active aux travaux préparatoires du Landtag (assemblée) de Livonie à l'abolition du servage en Livonie qui intervient en 1819. Samson von Himmelstjerna est membre, puis président, de la commission chargée de mettre en œuvre les nouvelles lois appliquées à la province.
Il fonde une loge maçonnique à Saint-Pétersbourg appelée Zum flammenden Stern (1815-1822). Les futurs dékabristes Ryleïev et Bakounine s'y réunissent. Elle est ensuite dispersée.
Il publie Institutionen des livländischen Processes (Riga, 1824), Das livländische Ehrschafts und Näherrecht (Riga, 1828). Il est haut fonctionnaire de 1829 à 1840 au deuxième département de la chancellerie de S.M.I. (codification et publication de la législation). Il rédige des projets concernant les lois du district de l'île d'Ösel.
Il publie encore en 1838 Historischer Versuch über die Aufhebung der Leibeigenschaft in den Ostseeprovinzen  mit besonderer Beziehung auf das Herzogthum Livland, ainsi que des poèmes et des traductions de poésies en allemand.

## Source
- (ru) Cet article est partiellement ou en totalité issu de l’article de Wikipédia en russe intitulé « Самсон фон Гиммельшерна, Рейнгольд-Иоганн-Людвиг » (voir la liste des auteurs).